# ولادیمیر کزانتسف (ورزشکار)
ولادیمیر کزانتسف (روسی: Владимир Дмитриевич Казанцев؛ ۶ ژانویه ۱۹۲۳ – ۲۲ نوامبر ۲۰۰۷ (aged 84)) ورزشکار دو و میدانی اهل روسیه بود.
وی همچنین برندهٔ جوایزی همچون نشان پرچم سرخ کار شده‌است.
وی در مسابقات کشوری و بین‌المللی در مجموع برندهٔ ۱ مدال نقره شده‌است.